# Цублазинг, Петра
Пе́тра Цубла́зинг (род. 30 июня 1989, Больцано) — итальянский стрелок, специализирующаяся в стрельбе из винтовки. Участница Олимпийских игр. Победительница чемпионатов мира, Европы и Европейских игр.

## Карьера
Петра Цублазинг начала заниматься пулевой стрельбой в 2001 году под руководством отца Франца. С 2003 года входит в состав сборной.
В 2009 году на юниорском первенстве Европы в Праге завоевала золотую медаль в стрельбе из пневматической винтовки. В 2012 году дебютировала на Олимпийских играх. В Лондоне она выступила в двух видах программы: в стрельбе из пневматической винтовки с 10 метров и в стрельбе из мелкокалиберной винтовки из трёх положений, но в обоих видах не смогла даже пробиться в финал, заняв два 12-х места.
В 2013 году на первенстве Европы в Оденсе выиграла золото в упражнении с пневматической винтовкой, спустя год повторила этот успех на мировом первенстве в Испании.
На первых в истории Европейских играх стала чемпионкой в стрельбе из мелкокалиберной винтовки из трёх положений.